# Quốc hội Việt Nam khóa VI
Quốc hội Việt Nam khóa VI (1976-1981) là Quốc hội đầu tiên của nước Việt Nam thống nhất (lần đầu kể từ năm 1954) được bầu vào ngày 25 tháng 4 năm 1976 với 492 đại biểu trúng cử. Cuộc bầu cử Quốc hội khóa VI cũng chính là cuộc Tổng tuyển cử để thống nhất Việt Nam theo các điều khoản trong Hiệp định hoà bình Paris 1973 trong thời kỳ Chiến tranh Việt Nam.

## Thành phần quốc hội
Quốc hội khóa VI gồm có 492 đại biểu, trong đó Ủy ban Thường vụ Quốc hội gồm 21 ủy viên chính thức, 2 ủy viên dự khuyết.

### Cơ cấu thành phần của Quốc hội
- Công nhân: 80
- Nông dân: 100
- Tiểu thủ công nghiệp: 6
- Quân đội: 54
- Cán bộ chính trị:141
- Tri thức và nhân sĩ: 98
- Các tôn giáo: 13
- Đảng viên: 398
- Ngoài Đảng: 94
- Phụ nữ:132
- Dân tộc thiểu số: 67
- Anh hùng lao động và chiến đấu:29
- Thanh niên: (từ 20-30 tuổi): 58
- Cán bộ ở Trung ương: 114
- Cán bộ ở địa phương: 378

### Danh sách lãnh đạo
Ngày 2-7-1976, Quốc hội khóa VI đã tiến hành bầu các lãnh đạo các cơ quan cao nhất của Nhà nước và thành lập Chính phủ mới.
- Nhà nước
- Chủ tịch: Tôn Đức Thắng
- Phó Chủ tịch:
  - Nguyễn Lương Bằng
  - Nguyễn Hữu Thọ

- Ủy ban Thường vụ Quốc hội
- Chủ tịch: Trường Chinh
- Phó Chủ tịch kiêm Tổng Thư ký: Xuân Thủy
- Phó Chủ tịch:
  - Hoàng Văn Hoan
  - Phan Văn Đáng
  - Nguyễn Thị Thập
  - Chu Văn Tấn
  - Nguyễn Xiển
  - Trần Đăng Khoa
- Ủy viên:
  - Lê Thành
  - Nguyễn Đức Thuận
  - Trần Đình Tri
  - Trương Tấn Phát
  - Võ Thành Trinh
  - Nguyễn Công Tâm
  - Đào Văn Tập
  - Hòa thượng Thích Thiện Hào
  - Nguyễn Thị Như
  - Phan Minh Tánh
  - Cầm Ngoan
  - Huỳnh Cương
  - Anh hùng Núp
- Ủy viên Dự khuyết:
  - Vũ Định
  - Nguyễn Thị Được

- Các Ủy ban của Quốc hội
- Ủy ban Kế hoạch và Ngân sách do Nguyễn Văn Trân làm Chủ nhiệm và 35 Ủy viên.
- Ủy ban Dự án Pháp luật do Trương Tấn Phát làm Chủ nhiệm và 17 Ủy viên.
- Ủy ban Dân tộc do Chu Văn Tấn làm Chủ nhiệm và 26 Ủy viên.
- Ủy ban Văn hóa và Giáo dục do Lưu Hữu Phước làm Chủ nhiệm và 27 Ủy viên.
- Ủy ban Y tế và Xã hội do Nguyễn Văn Thủ làm Chủ nhiệm và 21 Ủy viên.
- Ủy ban Đối ngoại do Hoàng Minh Giám làm Chủ nhiệm và 11 Ủy viên.

- Hội đồng Chính phủ
- Thủ tướng Chính phủ: Phạm Văn Đồng
- Phó Thủ tướng:
  - Phạm Hùng
  - Huỳnh Tấn Phát
  - Võ Nguyên Giáp
  - Nguyễn Duy Trinh
  - Lê Thanh Nghị
  - Võ Chí Công
  - Đỗ Mười
- Bộ trưởng, Chủ nhiệm các Ủy ban Nhà nước và Thủ trưởng các cơ quan ngang Bộ:
  - Bộ trưởng Bộ Nội vụ: Trần Quốc Hoàn
  - Bộ trưởng Bộ Ngoại giao: Nguyễn Duy Trinh
  - Bộ trưởng Bộ Quốc phòng: Võ Nguyên Giáp
  - Bộ trưởng Bộ Nông nghiệp: Võ Thúc Đồng
  - Bộ trưởng Bộ Lâm nghiệp: Hoàng Văn Kiểu
  - Bộ trưởng Bộ Thủy lợi: Nguyễn Thanh Bình
  - Bộ trưởng Bộ Cơ khí và Luyện kim: Nguyễn Côn
  - Bộ trưởng Bộ Điện và Than: Nguyễn Chấn
  - Bộ trưởng Bộ Xây dựng: Đỗ Mười
  - Bộ trưởng Bộ Giao thông vận tải: Phan Trọng Tuệ
  - Bộ trưởng Bộ Công nghiệp nhẹ: Vũ Tuân
  - Bộ trưởng Bộ Lương thực và Thực phẩm: Ngô Minh Loan
  - Bộ trưởng Bộ Hải sản: Võ Chí Công
  - Bộ trưởng Bộ Nội thương: Hoàng Quốc Thịnh
  - Bộ trưởng Bộ Ngoại thương: Đặng Việt Châu
  - Bộ trưởng Bộ Tài chính: Đào Thiện Thi
  - Bộ trưởng Bộ Lao động: Nguyễn Thọ Chân
  - Bộ trưởng Bộ Vật tư: Trần Sâm
  - Bộ trưởng Bộ Văn hóa: Nguyễn Văn Hiếu
  - Bộ trưởng Bộ Đại học và Trung học Chuyên nghiệp: Nguyễn Đình Tứ
  - Bộ trưởng Bộ Giáo dục: Nguyễn Thị Bình
  - Bộ trưởng Bộ Y tế: Vũ Văn Cẩn
  - Bộ trưởng Bộ Thương binh - Xã hội: Dương Quốc Chính
  - Chủ nhiệm Ủy ban Kế hoạch Nhà nước: Lê Thanh Nghị
  - Bộ trưởng, Phó Chủ nhiệm Ủy ban Kế hoạch Nhà nước: Nguyễn Hữu Mai
  - Bộ trưởng Phủ Thủ tướng: Đặng Thí
  - Bộ trưởng, Chủ nhiệm Văn phòng Phủ Thủ tướng: Phan Mỹ
  - Bộ trưởng phụ trách công tác Văn hóa, Giáo dục ở Phủ Thủ tướng: Trần Quang Huy
  - Bộ trưởng phụ trách công tác Dầu khí: Đinh Đức Thiện
  - Bộ trưởng phụ trách công trình sông Đà: Hà Kế Tấn
  - Bộ trưởng phụ trách công tác Khoa học - Kỹ thuật Nông nghiệp: Nghiêm Xuân Yêm
  - Tổng Giám đốc Ngân hàng Nhà nước: Hoàng Anh
  - Chủ nhiệm Ủy ban Vật giá Nhà nước: Tô Duy
  - Chủ nhiệm Ủy ban Dân tộc: Lê Quảng Ba
  - Chủ nhiệm Ủy ban Khoa học và Kỹ thuật nhà nước: Trần Đại Nghĩa
  - Chủ nhiệm Ủy ban Thanh tra của Chính phủ: Trần Nam Trung

- Hội đồng Quốc phòng
- Chủ tịch: Tôn Đức Thắng
- Phó Chủ tịch: Phạm Văn Đồng
- Ủy viên:
  - Lê Duẩn
  - Trường Chinh
  - Phạm Hùng
  - Võ Nguyên Giáp
  - Nguyễn Duy Trinh
  - Lê Thanh Nghị
  - Trần Quốc Hoàn
  - Văn Tiến Dũng

- Chánh án Tòa án Nhân dân Tối cao: Phạm Văn Bạch
- Viện trưởng Viện Kiểm sát Nhân dân Tối cao: Trần Hữu Dực

### Ủy ban Dự thảo Hiến pháp
Theo đề nghị của Ban Chấp hành Trung ương Đảng, tại kỳ họp thứ nhất, Quốc hội khóa VI đã bầu Ủy ban Dự thảo Hiến pháp cho nước Việt Nam thống nhất. Ủy ban dự thảo Hiến pháp gồm 36 thành viên sau đây:
- Chủ tịch: Trường Chinh
- Ủy viên:
1. Phan Anh
2. Phạm Văn Bạch
3. Nghiêm Chưởng Châu
4. Võ Chí Công
5. Trần Hữu Dực
6. Vũ Định
7. Nguyễn Thị Định
8. Phạm Văn Đồng
9. Võ Nguyên Giáp
10. Hòa thượng Thích Thiện Hào
11. Hoàng Văn Hoan
12. Trần Quốc Hoàn
13. Phạm Hùng
14. Phạm Công Khanh
15. Trần Bửu Kiếm
16. Nguyễn Lam
17. Nguyễn Long
18. Lê Văn Lương
19. Trần Kiêm Lý
20. Trương Tấn Phát
21. Đỗ Xuân Sảng
22. Chu Văn Tấn
23. Đào Văn Tập
24. Lê Thành
25. Trịnh Đình Thảo
26. Nguyễn Hữu Thọ
27. Xuân Thủy
28. Trần Đình Tri
29. Linh mục Võ Thành Trinh
30. Bùi Thị Thanh Vân
31. Phạm Thị Thanh Vân (Ngô Bá Thành)
32. Hoàng Quốc Việt
33. Nguyễn Xiển
34. Nghiêm Xuân Yêm
35. Ka H'Yiêng

## Quá trình thực hiện thống nhất về mặt nhà nước
Quá trình thực hiện thống nhất nước nhà về mặt nhà nước bao gồm ba bước
1. Đại biểu nhân dân hai miền họp Hội nghị hiệp thương chính trị để thống nhất nhận định về yêu cầu và nội dung của toàn bộ sự nghiệp hoàn thành thống nhất nước nhà; về tầm quan trọng và tính cấp bách cũng như về bước đi và biện pháp của việc thực hiện thống nhất nước nhà về mặt nhà nước. Hội nghị này họp vào trung tuần tháng 11 năm 1975 ở thành phố Hồ Chí Minh và đã thành công tốt đẹp
2. Tổng tuyển cử bầu ra Quốc hội chung của nước Việt Nam thống nhất. Cuộc tổng tuyển cử này đã được tiến hành trong cả nước ngày 25 tháng 4 năm 1976 theo những nguyên tắc thật sự dân chủ là: phổ thông, bình đẳng, trực tiếp và bỏ phiếu kín. Thắng lợi vang dội đã giành được trong cuộc tổng tuyển cử có tính chất quyết định đối với sự nghiệp thống nhất nước nhà về mặt nhà nước.
3. Quốc hội chung của cả nước họp để xác nhận kết quả cuộc tổng tuyển cử; quyết định thể chế nhà nước trong khi chưa có Hiến pháp mới; thảo luận về tình hình và nhiệm vụ, về đường lối cách mạng xã hội chủ nghĩa ở Việt Nam, về chính sách đối nội và đối ngoại của Nhà nước ta;quyết định tên nước, quốc huy, quốc kỳ, quốc ca, thủ đô, v.v.; quyết định và bầu những cơ quan lãnh đạo của Nhà nước Việt Nam thống nhất để điều hành công việc của cả nước, bầu Ủy ban dự thảo Hiến pháp của nước Việt Nam hòa bình, độc lập, thống nhất và xã hội chủ nghĩa.

## Các kỳ họp

### Kỳ họp thứ nhất
Kỳ họp thứ nhất diễn ra từ ngày 24 tháng 6 đến ngày 3 tháng 7 năm 1976 đã bầu ra: 
- Chủ tịch Nước: Tôn Đức Thắng
- 2 Phó Chủ tịch Nước: Nguyễn Lương Bằng và Nguyễn Hữu Thọ
- Thủ tướng: Phạm Văn Đồng
- Chủ tịch Quốc hội: Trường Chinh

Tại kỳ họp này, vào ngày 2 tháng 7 năm 1976, Quốc hội đã đưa ra Nghị quyết của kỳ họp thứ nhất Quốc hội khóa VI, trong đó:
- Quyết định đổi tên nước thành Cộng hòa Xã hội Chủ nghĩa Việt Nam.
- Thủ đô là Hà Nội
- Đổi tên thành phố Sài Gòn – Gia Định thành Thành phố Hồ Chí Minh.
- Quyết định quốc kỳ, quốc huy, quốc ca.

### Kỳ họp thứ hai
Kỳ họp thứ 2 diễn ra từ ngày 11 tháng 1 đến ngày 15 tháng 1 năm 1977.

### Kỳ họp thứ ba
Kỳ họp thứ 3 diễn ra từ ngày 20 tháng 12 đến ngày 28 tháng 12 năm 1977.

### Kỳ họp thứ tư
Kỳ họp thứ 4 diễn ra từ ngày 22 tháng 12 đến ngày 29 tháng 12 năm 1978.

### Kỳ họp thứ năm
Kỳ họp thứ 5 diễn ra từ ngày 28 tháng 5 đến ngày 30 tháng 5 năm 1979.

### Kỳ họp thứ sáu
Kỳ họp thứ 6 diễn ra từ ngày 24 tháng 12 đến ngày 29 tháng 12 năm 1979.

### Kỳ họp thứ bảy
Kỳ họp thứ 7 diễn ra từ ngày 12 tháng 12 đến ngày 26 tháng 12 năm 1980.
Ngày 18 tháng 12 năm 1980, tại kỳ họp thứ 7, Quốc hội đã thông qua Hiến pháp 1980.